# اضطهاد الصرب في دولة كرواتيا المستقلة
اضطهاد الصرب في دولة كرواتيا المستقلة، والمعروف أيضًا باسم الإبادة الجماعية للصرب (في الصربية:Геноцид над Србима/ Genocid nad Srbima)، هي اضطهاد منهجي للصرب خلال الحرب العالمية الثانية، ارتكبه نظام أوستاشا الفاشي في الدولة الدمية الألمانية النازية المعروفة باسم دولة كرواتيا المستقلة بين عامي 1941 و1945. نُفذ ذلك من خلال عمليات الإعدام في معسكرات الموت، وكذلك من خلال القتل الجماعي، والتطهير العرقي، والترحيل، والتحويلات القسرية، واغتصاب الحرب. نُفذت هذه الإبادة الجماعية في وقت واحد مع الهولوكوست في دولة كرواتيا المستقلة وكذلك الإبادة الجماعية للغجر، من خلال الجمع بين السياسات العنصرية النازية والهدف النهائي المتمثل في إنشاء كرواتيا الكبرى النقية عرقيًا.
يعود الأساس الأيديولوجي لحركة أوستاشا إلى القرن التاسع عشر. أسس العديد من القوميين والمفكرين الكرواتيين نظريات حول الصرب باعتبارهم عرقًا أدنى. أثر إرث الحرب العالمية الأولى، بالإضافة إلى معارضة مجموعة من القوميين لاتحاد السلاف الجنوبيين في دولة مشتركة، على التوترات العرقية في مملكة الصرب والكروات والسلوفينيين المشكلة حديثًا (منذ مملكة يوغوسلافيا عام 1929). غذت ديكتاتورية 6 يناير والسياسات اللاحقة المناهضة للكروات التي انتهجتها الحكومة اليوغوسلافية التي هيمن عليها الصرب في عشرينيات وثلاثينيات القرن العشرين صعود الحركات القومية واليمينية المتطرفة. وقد توج ذلك بصعود الأوستاشا، وهي منظمة إرهابية قومية متطرفة، أسسها أنتي بافليتش. وحظيت الحركة بدعم مالي وأيديولوجي من بينيتو موسوليني، وشاركت أيضًا في اغتيال الملك ألكسندر الأول.
في أعقاب غزو التحالف ليوغوسلافيا في أبريل 1941، تأسست دولة دمية ألمانية عُرفت باسم دولة كرواتيا المستقلة، والتي ضمت معظم كرواتيا والبوسنة والهرسك الحالية بالإضافة إلى أجزاء من صربيا وسلوفينيا الحديثة، وحكمها الأوستاشا. كان هدف الأوستاشا إنشاء كرواتيا الكبرى المتجانسة عرقيًا من خلال القضاء على غير الكروات، وكان الصرب هم الهدف الأساسي بالإضافة إلى اليهود والغجر والمعارضين السياسيين. ارتكِبت مجازر واسعة النطاق وبُنيت معسكرات الاعتقال، وكان أكبرها ياسينوفاتس، الذي اشتهر بمعدل الوفيات المرتفع والممارسات الهمجية التي حدثت فيه. وعلاوة على ذلك، فإن دولة كرواتيا المستقلة هي الدولة الوحيدة من دول التحالف التي أنشأت معسكرات اعتقال خاصة بالأطفال. قتل النظام بشكل منهجي ما يقرب من 200,000 إلى 500,000 صربي. وطُرِد 300,000 صربي وأجبِر ما لا يقل عن 200,000 صربي على تغيير دينهم قسرًا، معظمهم ألغوا تحوّلوهم بعد الحرب. وبالتناسب مع عدد السكان، اعتبرت دولة كرواتيا المستقلة أحد أكثر الأنظمة الأوربية فتكًا.
حاكمت السلطات الشيوعية مايل بوداك وغيره من كبار المسؤولين في كرواتيا المستقلة وأدانتهم بارتكاب جرائم حرب. وأُلقي القبض على قادة معسكرات الاعتقال مثل لوبو ميلوش وميروسلاف فيليبوفيتش وأُعدموا، بينما أُدين ألوسيوس ستيبيناس بالتحويل القسري. وفر كثيرون آخرون، من بينهم القائد الأعلى أنتي بافليتش، إلى أمريكا اللاتينية. لم تُدرس الإبادة الجماعية كما ينبغي في أعقاب الحرب، لأن الحكومة اليوغوسلافية في فترة ما بعد الحرب لم تشجع العلماء المستقلين بسبب القلق من أن التوترات العرقية من شأنها أن تزعزع استقرار النظام الشيوعي الجديد. في الوقت الحاضر وفي 22 أبريل، تحتفل صربيا بالعيد الرسمي المخصص لضحايا الإبادة الجماعية والفاشية، بينما تقيم كرواتيا احتفالًا رسميًا في موقع ياسينوفاتس التذكاري.

## معسكرات الاعتقال والإبادة
أنشأت حركة الأوستاشا معسكرات اعتقال مؤقتة في ربيع عام 1941 وأرست الأساس لشبكة من المعسكرات الدائمة في الخريف. لكن قيادة الأوستاشا كانت قد خططت لإنشاء معسكرات اعتقال وحملة إبادة للصرب قبل عام 1941 بوقت طويل. وفي معارض ولاية الأوستاشا في زغرب، صورِت المخيمات على أنها «معسكرات عمل إنتاجية وسلمية»، مع صور لسجناء مبتسمين. اعتقِل الصرب واليهود والغجر وأرسلوا إلى معسكرات الاعتقال مثل ياسينوفاتس، وستارا غراديشكا، وغوسبيتش، ويادوفنو. كان هناك ما مجموعه 22-26 معسكرًا في دولة كرواتيا المستقلة. وصف المؤرخ يوزو توماسيفيتش أن معسكر اعتقال يادوفنو نفسه كان بمثابة «محطة طريق» في طريقه إلى المناجم الموجودة في جبل فيليبيت، حيث أُعدِم السجناء وألقي بهم. لقي ما يقرب من 90,000 من الصرب حتفهم في معسكرات الاعتقال، وقُتل الباقون في «الإرهاب المباشر»، أي الحملات العقابية، وتدمير القرى، والمذابح، والمجازر، وعمليات الإعدام المتفرقة التي حدثت بشكل رئيسي بين عامي 1941 و1942. وكان أكبر المعسكرات وأكثرها شهرة هو مجمع ياسينوفاتس -ستارا غراديشكا، وهو أكبر معسكر للإبادة في البلقان. ولقي ما يقدر بنحو 100 ألف نزيل حتفهم هناك، معظمهم من الصرب. أعلن فيكوسلاف «ماكس» لوبوريتش، القائد العام لجميع المعسكرات الكرواتية، عن «الكفاءة» الكبيرة لمعسكر ياسينوفاتس في حفل أقيم في 9 أكتوبر 1942، وتفاخر أيضًا: «لقد ذبحنا هنا في ياسينوفاتس كثيرًا من الناس أكثر مما كانت الإمبراطورية العثمانية قادرة على القيام به خلال احتلالها لأوروبا».
قُسم معسكر ياسينوفاتس إلى خمسة معسكرات، أغلق المعسكر الأول في ديسمبر 1941، بينما ظل الباقي نشطًا حتى نهاية الحرب، كان الهروب منه مستبعد لأنه كان محاطًا بالأنهار وسياجين من الأسلاك الشائكة. احتجز معسكر ستارا غراديشكا (القسم الخامس من ياسينوفاتس) النساء والأطفال. اعتبِر معسكر سيغلانا (مصانع الطوب، القسم الثالث من ياسينوفاتس) ساحة القتل الرئيسية ومعسكر الموت الأساسي، بلغ معدل الوفيات فيه 88%، وهو أعلى من معدل الوفيات في أوشفيتز البالغ 84.6%.  كان المعسكر مصنعًا سابقًا للطوب، وقد صُمم ليصبح فرن محرقة للجثث، مع شهادات شهود على أن البعض، بما في ذلك الأطفال، أحرقوا أحياءً وانتشرت الرائحة الكريهة من اللحم البشري في المعسكر. وكان لدى لوبوريتش غرفة غاز بنيت في ياسينوفاتس الخامس، وهناك قُتل عدد كبير من السجناء خلال تجربة استغرقت ثلاثة أشهر، استخدم فيها ثنائي أكسيد الكبريت وزيكلون ب، ولكنه تخلى عن هذه الطريقة بسبب سوء البناء. ومع ذلك، لم تكن هذه الطريقة ضرورية، فقد مات معظم النزلاء من الجوع، والمرض (خاصة التيفوس)، والاعتداءات بالمطرقة، والقضبان الشائكة، والفؤوس، والسموم، والسكاكين. كان سبورسيك (القاطع الصربي) عبارة عن قفاز مع شفرة منحنية مصممة لقطع الرقاب. وأعدموا مجموعات كبيرة من الأشخاص بانتظام عند وصولهم إلى خارج المخيمات وألقوهم في النهر. وخلافًا للمعسكرات التي يديرها الألمان، تخصص ياسينوفاتس في أعمال العنف الوحشية، مثل مهاجمة الحراس للمهاجع بالأسلحة ورمي الجثث في الخنادق. يستخدم بعض المؤرخين جملة من مصادر ألمانية: «حتى الضباط الألمان ورجال قوات الأمن الخاصة فقدوا أعصابهم عندما رأوا طرق وأساليب (الأوستاشا)».
أغرق قائد المعسكر السيئ السمعة فيليبوفيتش، الملقب (بشقيق الشيطان) و(مجسّد الشر)، النساء والأطفال الصرب في قبو في إحدى المرات. استخدم فيليبوفيتش وقادة المعسكر الآخرين (مثل دينكو شاكيتش وزوجته نادى شاكيتش، أخت ماكس لوبوريش) التعذيب ببراعة. كانت هناك مسابقات لقطع أعناق الصرب، إذ كان حراس السجن يراهنون فيما بينهم على من يمكنه ذبح أكبر عدد من السجناء. أفيد أن الحارس والكاهن الفرنسيسكاني السابق بيتر برزيكا فاز بالمسابقة في 29 أغسطس 1942 بعد أن ذبح 1360 سجينًا. قيدوا النزلاء وضربوهم على رؤوسهم بالمطارق، وعلِقوا نصف أحياء في مجموعات بواسطة رافعة منحدرة من غرانيك، وبُقرت بطونهم ونُحرت أعناقهم، ثم ألقي بهم في النهر. عندما اقترب الأنصار والحلفاء من نهاية الحرب، بدأ الأوستاشا عمليات تصفية جماعية في ياسينوفاتس، وزحف النساء والأطفال نحو الموت، وأطلقوا النار على معظم السجناء الذكور المتبقين، ثم أحرقوا المباني والوثائق قبل الفرار. كان العديد من السجناء ضحايا للاغتصاب، والتشويه الجنسي، وفض الأحشاء، بينما وقع أيضًا أكل لحوم البشر بين النزلاء. وأدلى بعض الناجين بشهاداتهم حول شرب الدماء من حناجر الضحايا المقطوعة والصابون المصنوع من الجثث البشرية.

## الضحايا وعدد القتلى
قُدِّمَت أعداد مختلفة لخسائر الحرب الكلية خلال الحرب وخلال فترة سيطرة تيتو على يوغسلافيا، كذلك تختلف تقديرات مراكز إحياء ذكرى الهولوكوست. وبحسب المؤرخ ريوري يأومانز، فإن أكثر التقديرات تحفظًا تُحَدِّد الحد الأدنى بنحو 300000 وربما يصل العدد حتى نحو 500000 صربي قُتِل على يد فرق موت الأوستاشا، أو أعدم أو لقي حتفه في معسكرات الاعتقال.
قال توماسفيتش بأنه من المستحيل تحديد العدد الدقيق للضحايا في يوغوسلافيا، وتقول سابرينا ب. رامت أنّ عدد القتلى الصرب لا يقل عن 300000 شخص «ذبح على يد الأوستاشا»، ويُقَدِّر الديموغرافي بوغولجوب كوجوفيتش -مؤلف أهم الدراسات عن ضحايا الحرب العالمية الثانية في يوغسلافيا- العدد بين 370 و 410000 صربي لقي حتفه في دولة كرواتيا المستقلة، ولا يزال عدد الضحايا في معسكر ياسينوفاتش للاعتقال موضع جدل، لكن التقديرات الحالية تشير إلى أنّ العدد يقارب 100 ألف، نصفهم تقريبًا من الصرب. 
شكلت ممارسات نظام الأوستاشا الوحشية في صربيا وفي نظر الصرب إبادة جماعية، كما اعتبرها بعض الكتاب الغربيين واليهود إبادة جماعية أيضًا، وعند عدم تسميتهم ذلك صراحةً بالإبادة، فإنهم غالبًا ما يصفون ممارسات الأوستاشا بأنها إبادية، كذلك وصف ر. ليمكين السياسات الهنغارية والبلغارية ضد الصرب بأنها إبادية.
كان التعصّب الكاثوليكي في قلب سياسة الأوستاشا، وهذا عنى أنّ العديد من الصرب في دولة كرواتيا المستقلة أُعطُوا الخيار بالتحول إلى الكاثوليكية أو مواجهة الترحيل إلى معسكر اعتقال، وبذلك واجه الصرب الذين رفضوا التخلي عن الإيمان المسيحي الأرثوذكسي الموت في معسكرات الاعتقال في جميع أنحاء دولة كرواتيا المستقلة -لا سيما في معسكر ياسينوفاتش للاعتقال.
اعتبرت الكنيسة الأرثوذكسية الصربية -في فترة ما بعد الحرب- أنّ الضحايا الصرب لهذه الإبادة الجماعية كانوا شهداءً، ولذلك تحتفل الكنيسة الأرثوذكسية الصربية بالشهداء المقدسين الجدد لمعسكر ياسينوفاتش في 13 أيلول/سبتمبر.

## التبعات
توارى معظم الأوستاشا المتبقين بعد الحرب العالمية الثانية عن الأنظار، أو فرّوا إلى دول مثل أستراليا وكندا والولايات المتحدة وألمانيا، بمساعدة المناصرين ورجال الدين الكاثوليك الروم.
لم تستخدم الحكومة اليوغوسلافية الشيوعية مخيم ياسينوفاتش كما حدث مع معسكرات الاعتقال الأوروبية الأخرى، وعلى الأرجح هذا بسبب العلاقات بين الصرب والكرواتيين، فقد حاولت حكومة تيتو أن تدع الجروح تتعافى، وأن تصيغ مبدأ «الأخوة والوحدة» بين الشعوب. دُعي تيتو نفسه إلى ياسينوفاتش ومرّ بها عدة مرات، لكنه لم يزور الموقع.

### سبل الهروب والإرهاب والاغتيالات
هرب العديد من زعماء الأوستاشا بعد تحرير الجيش الوطني ليوغسلافيا، ولجأوا إلى الكلية البابوية الكاثوليكية في سانت جيروم بالقرب من الفاتيكان، حيث وجّه الكاهن الكاثوليكي وأحد أفراد الأوستاشا كرونوسلاف دراغانوفيتش الفارين من سانت جيروم، كما ساعدت وزارة الخارجية وفرقة مكافحة التجسس الأمريكيتين مجرمي الحرب على الفرار، وساعدت دراغانوفيتش أيضًا (الذي عمل فيما بعد لصالح المخابرات الأمريكية) في إرسال أفراد الأوستاشا إلى الخارج. لجأ العديد من المسؤولين عن القتل الجماعي في دولة كرواتيا المستقلة إلى أمريكا الجنوبية والبرتغال وإسبانيا والولايات المتحدة. اغتيل لوبوريتش في إسبانيا عام 1969 من قبل عناصر إدارة أمن الدولة اليوغوسلافية؛ عاش أرتوكوفيتش في إيرلندا وكاليفورنيا حتى تم تسليمه في عام 1986، وتوفي لأسباب طبيعية في السجن؛ عاش دينكو ساكيتش وزوجته ندى في الأرجنتين حتى تم تسليمه في عام 1998، مات دينكو في السجن بينما أفرج عن زوجته. قام دراغانوفيتش أيضًا بترتيب رحلة كلاوس باربي -أحد عناصر الجستابو.

## مجرمو الحرب البارزون
- آنتي بافليتش (1889-1959): اختبأ المؤسس والزعيم الأعلى للأوستاشا في إيطاليا والأرجنتين وشيلي وإسبانيا، ونجا من محاولات الاغتيال.
- أندريا أرتوكوفيتش (1899-1988): توفي وزير الداخلية الكرواتي تحت الوصاية الكرواتية.
- سلافكو كفيراتنيك (1878-1947): أُعدِم القائد العام للقوات المسلحة للأوستاشا من قبل السلطات اليوغوسلافية.
- ديدو كفاتيرنيك (1910-1962): توفي زعيم الشرطة السرية للأوستاشا -وابن سلافكو- في حادث سيارة في الأرجنتين.
- يوري فرانسيتش (1912-1942): توفي قائد الفيلق الأسود -الذي أمر بمجازر الصرب في البوسنة- عند إسقاط جيش التحرير الوطني اليوغوسلافي الطائرة التي كان على متنها.
- ماكس لوبوريتش (1914-1969): قُتِل قائد كتائب دفاع الأوستاشا ومسؤول معسكر ياسينوفاتش في إسبانيا مع تورط زميل له في ذلك.
- ميليه بوداك (1889-1945): أعدم السياسي الكرواتي والإيديولوجي الكبير للأوستاشا بسبب جرائم حرب وجرائم ضد الإنسانية في 7 حزيران/يونيو 1945.
- دينكو ساكيتش (1921-2008): هرب قائد ياسينوفاتش إلى الأرجنتين، لكنه سُلِّم لتحاكمه السلطات الكرواتية في عام 1999، حيث عوقب بالسجن لمدة 20 سنة –مات خلال سنين السجن.
- ندى ساكيتش: حرس مخيم ياسينوفاتش وشقيقة ماكس لوبوريتش وزوجة دينكو، نجت من العقاب لأن الأرجنتين رفضت تسليمها.
- توميسلاف فيليبوفيتش مايستوروفيتش (1915-1946): اعتقل البارتيزان الراهب الفرانسيسكاني وقائد معسكر ياسينوفاتش سيئ السمعة والمعروف باسم «شقيق الشيطان» لساديته وقسوته، ليُحاكم ويُعدَم عام 1946.
- بيتار برزيكا (1917-؟): الراهب الفرانسيسكاني الذي فاز في مسابقة في 29 آب/أغسطس عام 1942 بعد قطع رقاب 1360 سجين في معسكر ياسينوفاتش، وقد كان مصيره بعد الحرب غير معروف.